# Lepilemur ruficaudatus
El lémur saltador de cola roja (Lepilemur ruficaudatus), es una especie de lémur, como todas, endémica de Madagascar. Tiene hábitos nocturnos, y se alimenta principalmente de hojas, aunque también come algunas frutas. Los individuos tienen una masa de unos 800 gramos, y tienen poco dimorfismo sexual. Generalmente viven en parejas, cada una con un territorio de aproximadamente una hectárea, existiendo poco solapamiento con territorios vecinos. Sus movimientos nocturnos van de los 100 metros hasta 1 kilómetro, lo que los hace una especie relativamente inactiva. Puede encontrarse en los bosques secos de Madagascar.